# 1977 год в истории метрополитена
В этой статье перечисляются основные  события из истории метрополитенов в 1977 году. Полужирным шрифтом выделены открытия новых транспортных систем.

## События
- 10 января — открыт Амстердамский метрополитен.
- 17 января — открытие участка Красной линии Вашингтонского метрополитена со станцией Дюпон Сёркл.
- 3 мая — начато строительство Минского метрополитена.
- 28 мая — открытие участков Wiener Platz (сейчас Hirschlandplatz) — Heißen Kirche (8,2 км) и Saalbau — Hauptbahnhof — Porscheplatz (2 км) Эссенского метрополитена.
- 5 октября — закрыта временная станция Ленинградского метрополитена «Дачное». Открыты станции «Ленинский проспект» и «Проспект Ветеранов». В Ленинграде — 35 станций.
- 17 октября — станция «Площадь Калинина» Куренёвско-Красноармейской линии Киевского метрополитена переименована в «Площадь Октябрьской Революции».
- Ноябрь — Совет Министров СССР разрешил разработку технического проекта Куйбышевского метрополитена. Проект был поручен институту «Метрогипротранс» Министерства транспортного строительства СССР, а разработка рабочей документации — его филиалу «Горьковметропроект».
- 6 ноября — открыта первая очередь Ташкентского метрополитена. Чиланзарская линия c 9-ю станциями: «Сабир Рахимов» (ныне «Алмазар»), «Чиланзар», «50 лет СССР» (ныне «Мирзы Улугбека»), «Хамза» (ныне «Новза»), «Комсомольская» (ныне «Миллий бог»), «Дружбы народов», «Пахтакор», «Площадь Ленина» (ныне «Мустакиллик майдани»), «Октябрьской революции» (ныне «Амир Темур хиёбони»).
- 22 ноября — открыт Марсельский метрополитен.
- 17 декабря — началось строительство Нижегородского метрополитена (до 1992 года — Горьковский метрополитен): в этот день были вбиты первые сваи в основание станции «Ленинская».

## Происшествия
| Дата     | Метро                   | Погибли | Пострадали | Описание |
| -------- | ----------------------- | ------- | ---------- | --- |
| 8 января | Московский метрополитен | 8       | ???        | Первый теракт в истории Московского метро. Бомба взорвалась в 17:33 в вагоне московского метро на перегоне между станциями «Измайловская» и «Первомайская» |